# グンソ
グンソ（1977年7月17日 - ）は、日本のプロレスラー。本名：上田 剛史（うえだ ごうし）。

## 経歴
2000年7月、レイパロマと広島在住の自営業、会社員、高校教師などのプロレス愛好者と共にダブプロレスを設立。9月、BoRDERでリングを使用しないバックヤードスタイルで興行を開催と同時に504（ごうし）としてデビュー。
2005年1月、道場を借りて自前のリングを購入。12月25日、広島県立広島産業会館東館でダブプロレスの旗揚げ戦を開催。
2013年10月18日、リングネームをグンソに改名。
活動の中心は広島と近畿圏であるが、東京で開催されるダブプロレスや他団体の興行にも出場している。
デスマッチを非常に得意としており、葛西純とのタッグチームは特に人気が高い。

## 得意技
ダイビングギロチンドロップ
垂直落下ブレーンバスター
DDT

## 入場曲
- Warriors（Judge）

## タイトル歴
- DOVE世界ヘビー級王座
- DOVEタッグ王座
- 頂天優勝
- 666認定きかんしゃ級王座